# 片山晋呉
片山 晋呉（かたやま しんご、1973年1月31日 - ）は、茨城県下館市（現筑西市）出身のプロゴルファー。日本プロゴルフツアー永久シード保持者。イーグルポイントゴルフクラブ所属。

## 経歴

### アマチュア
2歳にはゴルフ場経営者の父の影響でゴルフを始め、5歳でラウンドデビュー。それ以後もゴルフの英才教育を受け、茨城県内屈指のゴルフの名門校である水城高等学校から日本大学に進学。1992年日本アママッチプレーで優勝すると、3年時の1993年には日本オープン選手権で1928年に赤星四郎が3位タイに入って以来65年ぶりに3位に入り、大谷光明が『賞牌』を作り、3位以内に入賞したアマに与えることにしていたベストアマチュア賞を初めて獲得する。グローイング競技（現ABEMAツアー）の水戸グリーンオープンや1994年の日本学生ゴルフ選手権競技や関東アマで優勝する。

### プロ
1995年にプロゴルファーテスト合格。1995年11月23日のカシオワールドオープンでデビュー。プロ転向後はアメリカでミニツアーに参戦するなどし、グローイングツアーでは上位に君臨するも、レギュラーツアーでは予選落ちを繰り返すが、江連忠プロ（ティーチングプロ）の指導の下で頭角を現し、3年目の1997年に初シード獲得。1998年春に胸部椎間板ヘルニアの手術を受けて復帰が危ぶまれていたが6月にツアーに戻ると8月に後援競技の「サンコーグランドサマートーナメント」でレギュラーツアー初優勝を果たした。
2000年、最大で約6500万円差をつけられていたが最後の4戦でダンロップフェニックストーナメントやメジャータイトルの「ゴルフ日本シリーズ・JTカップ」などの優勝を含む3勝をマークし、大逆転で初の賞金王（賞金ランキング1位）に輝く。日本ゴルフツアー史上初の最終戦での逆転賞金王であった。
2001年、全米プロゴルフ選手権で4位入賞。この時アメリカのゴルフファンにも「カウボーイ・シンゴ」という愛称で呼ばれた。
2003年に日本プロゴルフ選手権大会を初優勝。2004年に中日クラウンズ優勝などで2度目の日本ツアー賞金王になった。2005年は日本オープン選手権とABCチャンピオンシップで優勝し、2年連続3度目の賞金王が確定、2006年もABCチャンピオンシップ連覇などで3年連続の賞金王に輝く。トレードマークはテンガロンハットであったが2009年夏からイメージチェンジを計っている。ツアー競技で優勝するたびに様々なパフォーマンスを繰り広げることでも知られる。
2007年、日本ゴルフツアー選手権で日本タイトル4冠達成。背中や右膝などを痛めていたため、全英オープンを欠場。
2008年、昨年に引き続き背筋痛を理由として7月17日から開催の全英オープンを欠場。欠場表明後、国内ツアーで永久シード獲得となる通算25勝にあと1と迫っており、2連覇がかかる7月3日から開催の日本ゴルフツアー選手権に出場した。世界最古のメジャー大会を袖にした形となった片山の行動に対して、全英オープンを主催するR&Aは日本ゴルフツアー機構会長小泉直に対して、次年以降の日本ツアー出場枠の削減を示唆したという。小泉は8月25日の理事会の定例会見において「非常に恥ずかしい思いをした」と自身の心境を振り返った。小泉によれば特別顧問青木功も「われわれがつくった地盤を壊す選手がいて困る」と憤慨していたという。
2008年8月5日、全英オープンに続いて、出場登録していた全米プロゴルフ選手権を背筋痛のため欠場することを発表した。
2008年の日本オープンゴルフ選手権競技ではドライバーをバッグから抜いたクラブセッティングで戦い、-1で完全優勝。通算25勝となり、永久シード権を獲得。青木功に並ぶ歴代2位、通算5度目の賞金王にも輝いた。
2009年のマスターズ・トーナメントでは10アンダーで回り、首位と2打差の4位に入る大健闘を見せた。マスターズでの日本選手としては伊沢利光（2001年）と同じ順位であり、首位との差では中嶋常幸（1991年）の4打差を抜いて最も接近する日本人最高成績となった。
2009年シーズンはマスターズ・トーナメントで4位に入ったものの、未勝利に終わり1998年の初優勝から続いていた連続年優勝は11年で途切れ、青木功と並び歴代2位を記録。
2010年シーズンのマスターズ・トーナメントで昨年の雪辱を果たそうとするが、結果は「75 77 計152(+8)」の78位タイで無念の予選落ち。
2013年シーズンのコカ・コーラ東海クラシックで-7で並んだ星野英正、冨山聡とのプレーオフを制し、2008年の三井住友VISA太平洋マスターズ以来5年ぶりの優勝を果たした（通算27勝目）。
2015年には尾崎将司に次ぐ史上2人目の生涯獲得賞金20億円突破。
2016年にはユーラシアカップのアジア選抜に選出。またリオデジャネイロオリンピックのゴルフ競技にも出場している（結果は60人中54位）。ツアーではマイナビABCチャンピオンシップ優勝で史上6人目の通算30勝達成。
2018年6月6日、日本ゴルフツアー機構（JGTO）は2018年5月30日に開催された日本ゴルフツアー選手権 森ビルカップのプロアマ交流戦において片山が不適切な対応を行ったことにより招待客がプレーを断念する事態となったことを公表した。同月27日の定例理事会にて片山に対し30万円の制裁金および厳重注意処分が下り、その後青木功JGTO会長、石川遼選手会長らと共に謝罪会見を行った。

## 優勝歴

### 日本ツアー (31)
| 勝数         |
| メジャー (7) |
| ツアー (24)  |

| No. | 日時           | 大会                                            | 優勝スコア            | 打差       | 2位                                                |
| --- | -------------- | ----------------------------------------------- | --------------------- | ---------- | -------------------------------------------------- |
| 1   | 1998年8月9日   | サンコーグランドサマーチャンピオンシップ        | -14 (67-66-68-73=274) | プレーオフ | 細川和彦                                           |
| 2   | 1999年6月6日   | JCBクラシック仙台                               | -16 (69-63-69-67=268) | プレーオフ | 桧垣繁正                                           |
| 3   | 2000年4月20日  | キリンオープンゴルフ                            | -4 (70-70-70-70=280)  | 2打差      | アンドリュー・ストルツ／ ピーター・シニア／ 林根基 |
| 4   | 2000年5月21日  | マンシングウェアオープン KSBカップ              | -16 (68-65-66-73=272) | 1打差      | 佐藤信人                                           |
| 5   | 2000年11月19日 | ダンロップフェニックストーナメント              | -19 (65-66-66-68=265) | 4打差      | ボブ・メイ                                         |
| 6   | 2000年12月3日  | ゴルフ日本シリーズJTカップ                      | -16 (69-67-67-68=271) | 1打差      | 宮瀬博文                                           |
| 7   | 2000年12月10日 | ファンケルオープンin沖縄                        | -11 (66-69-69-73=277) | 2打差      | 谷口徹                                             |
| 8   | 2001年3月11日  | 東建コーポレーションカップ                      | -8 (69-63-73=205)     | 2打差      | 中嶋常幸                                           |
| 9   | 2001年4月22日  | キリンオープンゴルフ                            | -16 (64-70-70-67=271) | 6打差      | 飯合肇                                             |
| 10  | 2001年9月9日   | サントリーオープンゴルフトーナメント            | -16 (66-68-68-60=268) | 3打差      | 深堀圭一郎／ ダレン・クラーク                      |
| 11  | 2002年9月15日  | サントリーオープンゴルフトーナメント            | -15 (68-68-68-65=269) | 4打差      | 井戸木鴻樹／ 今野康晴                              |
| 12  | 2002年12月8日  | ゴルフ日本シリーズJTカップ                      | -19 (62-66-66-67=261) | 9打差      | デビッド・スメイル                                 |
| 13  | 2003年5月18日  | 日本プロゴルフ選手権大会                        | -17 (71-66-66-68=271) | 1打差      | S・K・ホ                                           |
| 14  | 2003年11月2日  | ABCチャンピオンシップゴルフトーナメント         | -16 (64-69-68-64=265) | 9打差      | 宮本勝昌                                           |
| 15  | 2004年5月2日   | 中日クラウンズ                                  | -16 (65-64-63-72=264) | 2打差      | ポール・シーハン                                   |
| 16  | 2004年7月11日  | ウッドワンオープン広島ゴルフトーナメント        | -22 (70-63-70-63=266) | 5打差      | 小田龍一                                           |
| 17  | 2005年10月16日 | 日本オープンゴルフ選手権競技                    | -2 (71-73-70-68=282)  | 2打差      | グレイグ・ハリー／ 川岸良兼                        |
| 18  | 2005年10月30日 | ABCチャンピオンシップゴルフトーナメント         | -14 (70-65-70-69=274) | 2打差      | ディネッシュ・チャンド                             |
| 19  | 2006年4月30日  | 中日クラウンズ                                  | -18 (63-67-62-70=262) | 2打差      | 川原のぞみ                                         |
| 20  | 2006年9月3日   | フジサンケイクラシック                          | -10 (66-71-68-69=274) | 3打差      | 梁津萬                                             |
| 21  | 2006年10月29日 | ABCチャンピオンシップゴルフトーナメント         | -17 (71-70-68-62=271) | プレーオフ | 梁容銀                                             |
| 22  | 2007年7月1日   | UBS日本ゴルフツアー選手権 宍戸ヒルズ            | -9 (69-68-67-67=271)  | 1打差      | 竹本直哉                                           |
| 23  | 2007年10月21日 | ブリヂストンオープンゴルフトーナメント          | -18 (68-67-67-68=270) | 1打差      | 深堀圭一郎                                         |
| 24  | 2008年5月18日  | 日本プロゴルフ選手権大会                        | -23 (67-66-67-66=265) | 6打差      | 梁津萬                                             |
| 25  | 2008年10月19日 | 日本オープンゴルフ選手権競技                    | -1 (68-72-72-71=283)  | 4打差      | 石川遼                                             |
| 26  | 2008年11月16日 | 三井住友VISA太平洋マスターズ                    | -16 (67-68-68-69=272) | プレーオフ | 今野康晴                                           |
| 27  | 2013年10月6日  | コカ・コーラ東海クラシック                      | -7 (74-76-64-67=281)  | プレーオフ | 星野英正／ 冨山聡                                  |
| 28  | 2014年11月30日 | カシオワールドオープンゴルフトーナメント        | -17 (70-64-72-65=271) | 3打差      | 冨山聡                                             |
| 29  | 2015年11月15日 | 三井住友VISA太平洋マスターズ                    | -14 (64-68-70=202)    | 1打差      | タンヤゴーン・クロンパ                             |
| 30  | 2016年10月30日 | マイナビABCチャンピオンシップゴルフトーナメント | -12 (67-68-73-68=276) | 1打差      | 小林伸太郎                                         |
| 31  | 2017年9月10日  | ISPSハンダマッチプレー選手権                    | 3&2                   | 3&2        | H・W・リュー                                       |

#### プレーオフ記録 (5-2)
※太字はメジャー大会
| No. | 年     | 大会                                    | 対戦相手          | 内容                                                                                    |
| --- | ------ | --------------------------------------- | ----------------- | --------------------------------------------------------------------------------------- |
| 1   | 1998年 | サンコー・グランドサマートーナメント    | 細川和彦          | プレーオフ3ホール目、片山がパー、細川がボキー。片山の優勝。                             |
| 2   | 1999年 | JCBクラシック仙台                       | 桧垣繁正          | プレーオフ3ホール目、桧垣がダブルボキー以上が確定、片山がパーパットを決め、片山の優勝。 |
| 3   | 2002年 | 日本プロゴルフ選手権大会                | 久保谷健一        | プレーオフ2ホール目、片山がパー。久保谷がバーディパットを決め、久保谷の優勝。           |
| 4   | 2006年 | ABCチャンピオンシップゴルフトーナメント | 梁容銀            | プレーオフ2ホール目、梁容銀がパー以上が確定、片山がバーディパットを決め、片山の優勝。   |
| 5   | 2008年 | 三井住友VISA太平洋マスターズ            | 今野康晴          | プレーオフ1ホール目、今野がパー。片山がバーディパットを決め、片山の優勝。               |
| 6   | 2012年 | コカ・コーラ東海クラシック              | H・W・リュー      | プレーオフ1ホール目、片山がボギー。リューがパーパットを決め、リューの優勝。             |
| 7   | 2013年 | コカ・コーラ東海クラシック              | 星野英正／ 冨山聡 | プレーオフ1ホール目、星野、冨山がボギー。片山がパーパットを決め、片山の優勝。           |

### その他
- 1993年 - 水戸グリーンオープン
- 2016年 - 北陸オープン

## 主な戦歴・記録
- 日本ツアー 31勝（永久シード）
- 2000年、2004年、2005年、2006年、2008年：賞金王
- 日本オープン 2勝 2005年、2008年
- 日本プロゴルフ選手権 2勝 2003年、2008年
- 日本ゴルフツアー選手権 1勝 2007年
- ゴルフ日本シリーズ 2勝 2000年、2002年
- 獲得賞金連続1億円突破 10年連続 2000年 - 2009年[10]
- 11年連続優勝 1998年 - 2008年

## メジャー選手権成績
| 大会         | 1999 | 2000 | 2001 | 2002 | 2003 | 2004 | 2005 | 2006 | 2007 | 2008 | 2009 |
| ------------ | ---- | ---- | ---- | ---- | ---- | ---- | ---- | ---- | ---- | ---- | ---- |
| マスターズ   | DNP  | DNP  | T40  | CUT  | T37  | DNP  | T33  | T27  | T44  | CUT  | 4    |
| 全米オープン | DNP  | DNP  | CUT  | T35  | DNP  | DNP  | CUT  | CUT  | T36  | CUT  | DNP  |
| 全英オープン | 71   | CUT  | CUT  | T50  | T34  | DNP  | DNP  | CUT  | DNP  | DNP  | DNP  |
| PGA選手権    | DNP  | CUT  | T4   | CUT  | CUT  | T62  | T23  | DNP  | T50  | DNP  | CUT  |

| 大会         | 2010 | 2011 | 2012 | 2013 |
| ------------ | ---- | ---- | ---- | ---- |
| マスターズ   | CUT  | DNP  | DNP  | DNP  |
| 全米オープン | DNP  | DNP  | DNP  | DNP  |
| 全英オープン | DNP  | DNP  | DNP  | T44  |
| PGA選手権    | DNP  | DNP  | DNP  | DNP  |

DNP = 出場せず

CUT = ハーフウェイ・カット

T =順位タイ

黄色はトップ10入り.

## エピソード
- 父、太平は陸上の棒高跳びの国体選手で、1964年の東京五輪では聖火ランナーを務めている。[11]。
- 2024年6月女子ゴルフのアース・モンダミンカップで臼井麗香のキャディーを務める。以前から交流があり「ツアーで初優勝したらキャディーをやるよ」と約束していたため実現し、片山がプロの試合でキャディーを務めるのは水城高時代の17歳の時にジャンボ尾崎のバッグを担いで以来[12]。